# Llenceria

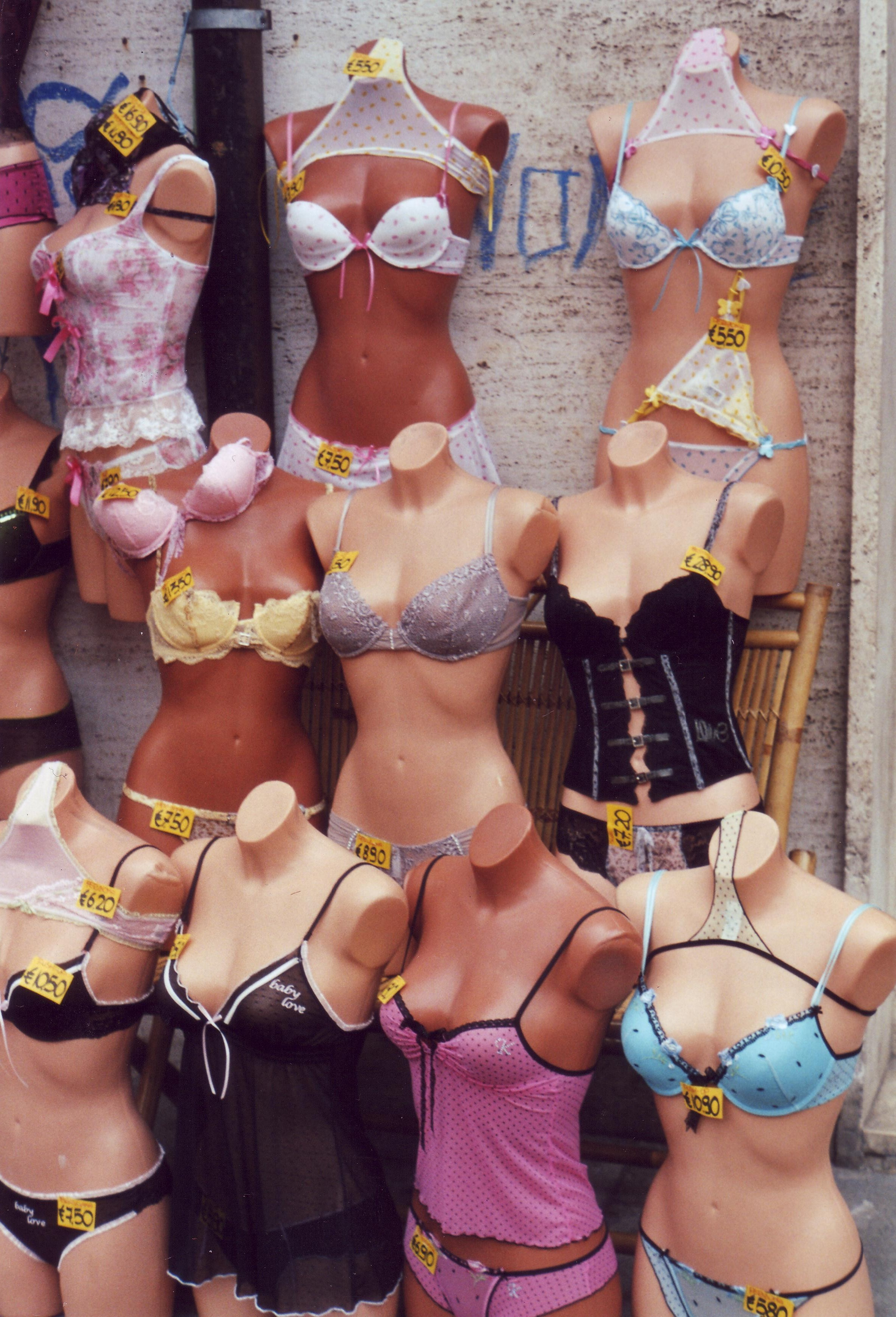
Varietat d'estils de roba interior.

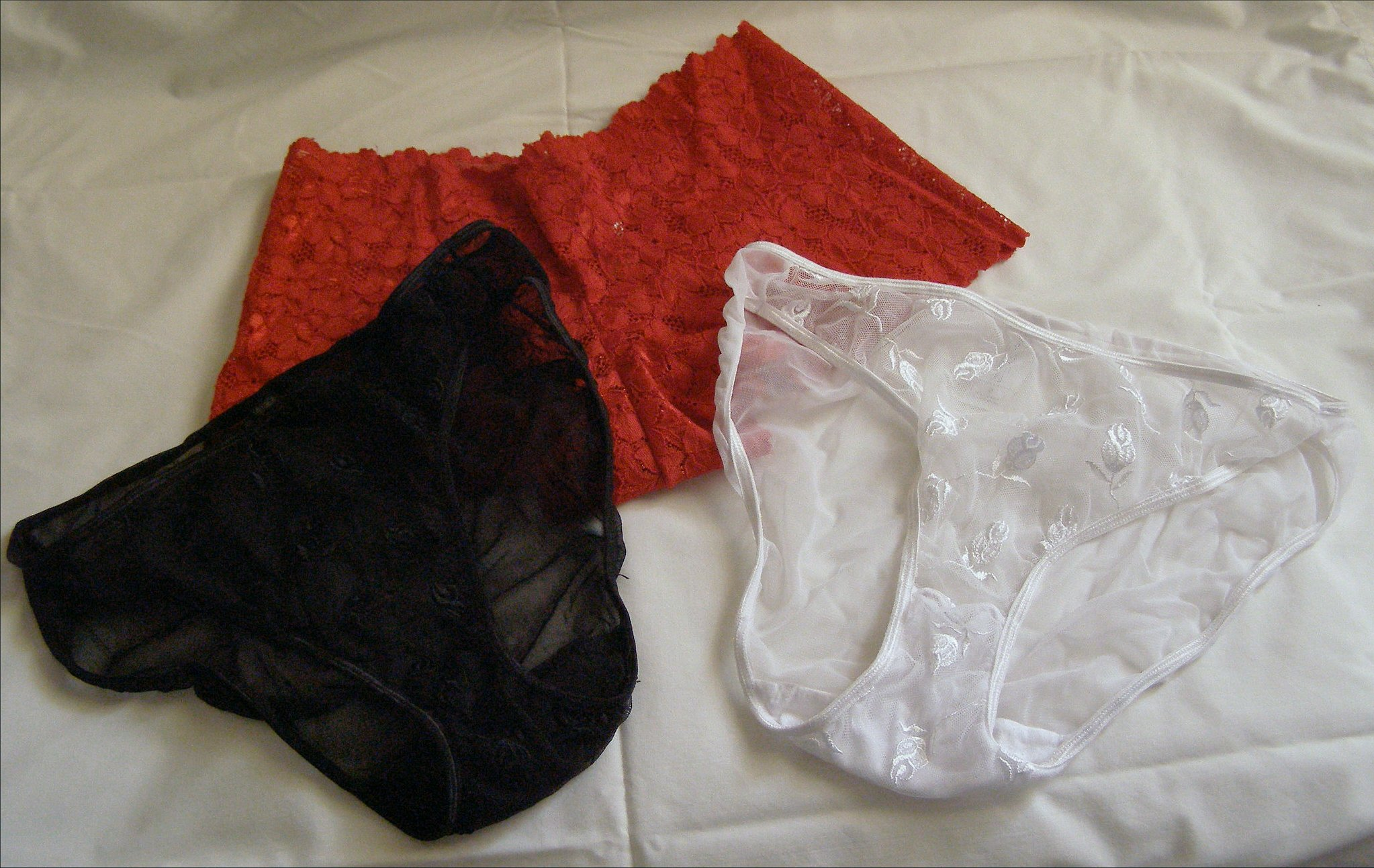
Calces.

Llenceria és un terme genèric que designa el conjunt de roba de llit, de bany, de taula i de roba interior. També s'anomena llenceria la botiga on es ven aquesta roba, així com l'indret on es desa. La llenceria es caracteritza pels teixits fins, rentables, brodats o guarnits de randa.
Un camp privilegiat d'aplicació de la llenceria és la roba interior femenina, fins al punt que, de fa molt, el terme tendeix a circumscriure-s'hi, tot designant, en particular, aquelles peces de roba interior femenina atractives i sexis. A partir de la dècada de 1990, però, el terme es comença a fer servir també per a la roba interior masculina.
La llenceria actual es vol funcional i elegant. És un producte de consum emblemàtic de la moda. Suau, sedosa, lleugera i transparent, per a moltes dones, i homes, és un atot de seducció.
Andrés Sardá Sacristán és un dels dissenyadors clau en la història de la llenceria, i va ser un dels que hi incorporaren el factor moda.
La indústria de la roba interior s'ha ampliat el segle xxi amb dissenys que també es poden utilitzar com a roba exterior. A França ho anomenen dessous-dessus, que significa roba interior com a exterior. La boutique Faire Frou Frou anuncia aquesta filosofia.

## Lèxic i tipologia
Vet aquí una llista de termes bàsics de llenceria femenina (peces de roba, tècniques, etc.); de fet, se n'hi inclouen de pertanyents, amb propietat, a la cotilleria i a la calceteria).
- balena (de cotilla)
- bata
- bodi
- bustier
- bustier tubular
- calces (o bragues)
- camisa de dormir
- camisola ("caraco")
- canesú
- combinació
- cosset (impròpiament, "corpinyo")
- cotilla
- crinolina
- enagos (o "viso")
- faixa
- faixa combinació
- faixa cotilla ("corselette")
- lligacama
- mirinyac
- mitja (o calça)
- mitja curta
- mitjó
- panti
- picardies
- piqui
- polisson
- portalligues
- punta
- randa
- sostenidor
- sostenidor de cos ("guêpière")
- bustier ("bustier")